# Orde van Stefan de Grote
De Orde van Stefan de Grote (Roemeens: "Ordinul Stefan cel Mare") werd op 30 juli 1992 ingesteld.
In Moldavië volgde men het Sovjetvoorbeeld en de traditie van de stervormige socialistische orden met één graad. Er werden in eerste instantie geen Europese vormen ingevoerd. De leden van deze orden die ieder een, twee of drie graden hebben werden allen als "drager", niet als "Lid" of "Ridder" aangeduid.
De Orde van Stefan de Grote werd ingesteld om voortreffelijke militaire prestaties te belonen. In de chaotische periode na het ineenstorten van de Sovjet-Unie werd ook in Moldavië gevochten. De orde is de belangrijkste Moldavische militaire onderscheiding.
De orde werd naar Prins Stefan van Moldavië genoemd. De prins was een bondgenoot van de Roemeense nationale held Vlad Țepeș bijgenaamd "Dracul" en regeerde van 1457 tot 1504 over een Moldavië dat ook gebieden op de zuidelijke oever van de proet omvatte. De prins vocht met succes tegen de Turken.
De ster heeft acht punten en wordt op de borst gespeld gedragen. In het midden van de ster die gekanteld wordt opgespeld zodat ze op een kruis lijkt, is een zilveren portret in reliëf van de gekroonde Stefan bevestigd. Op het witte emaille staat "STEFAN CEL MARE". De stralen van de ster zijn afwisselend van zilver en van goud. Op de verticale en diagonale zilveren stralen zijn briljanten, acht in totaal, bevestigd.
De orde heeft een enkele graad. Er is geen lint.